# Katarina kyrkas tornur

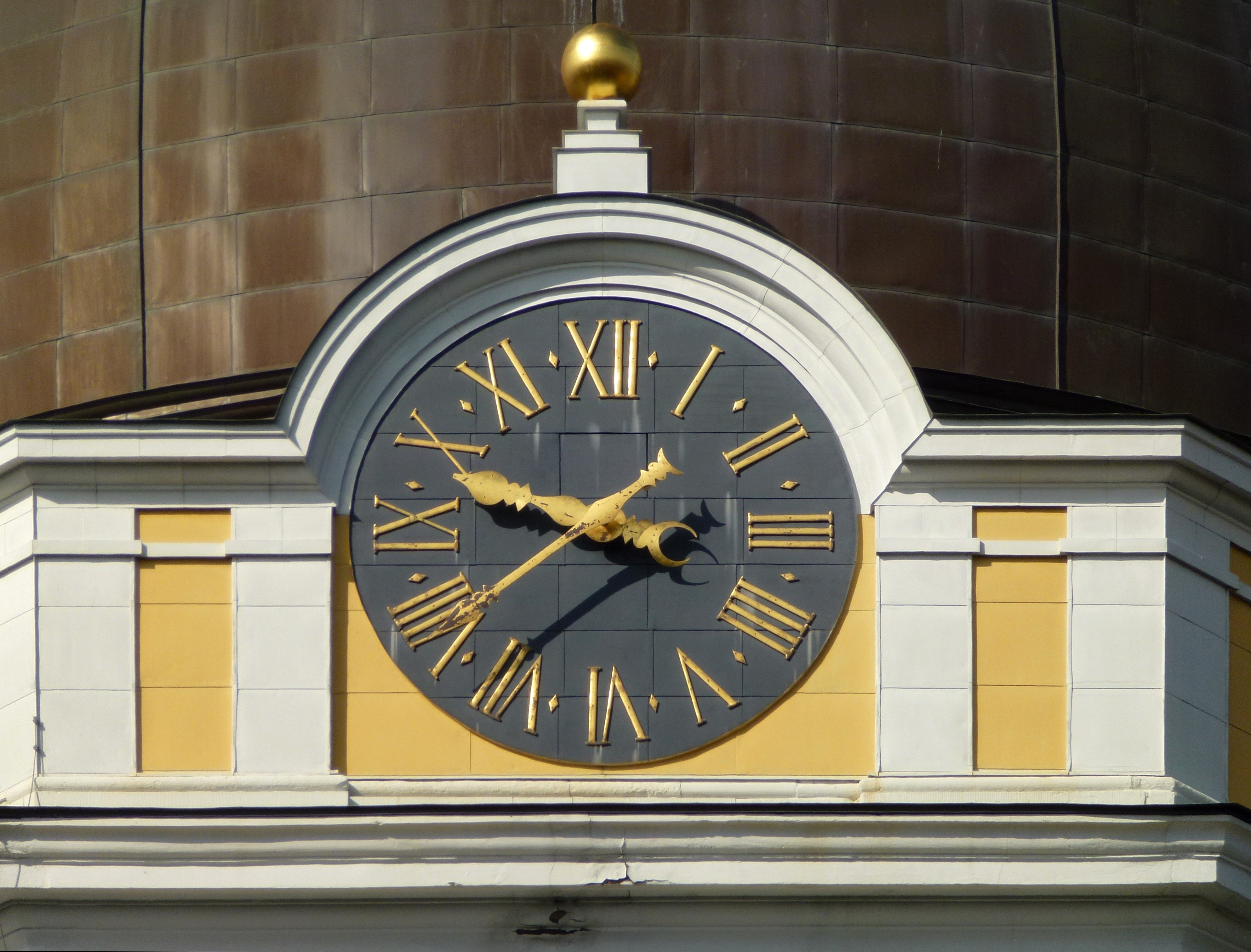
Katarina kyrkas rekonstruerade tornur, 2012.

Katarina kyrkas tornur finns i Katarina kyrka på Södermalm i Stockholm. Tornuret inklusive urtavlan och visare renoverades efter Katarinabranden 1990 och hör därmed till Stockholms moderna tornur med gammalt utseende.

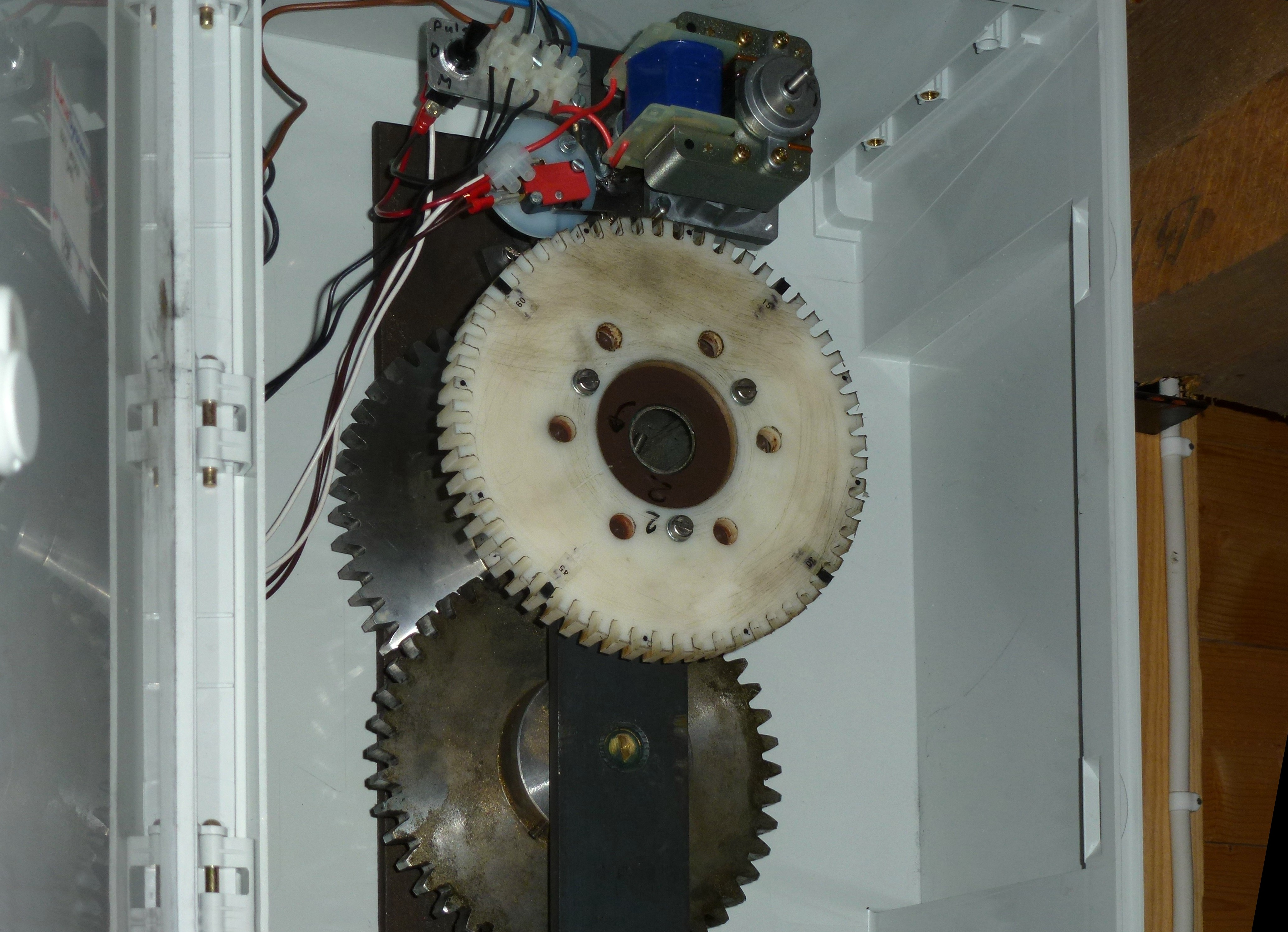
Ett av kyrkans fyra urverk, 2012.

Troligen orsakades branden av ett tekniskt fel i ledningen till den stora centrala takkronan. Kyrkan saknade rökdetektorer och branden upptäcktes därför inte i tid. Trots sprinklersystem gick kyrkan inte att rädda. Klockan 23.45 stannade kyrkans överhettade tornur och några timmar senare stod bara byggnadens ytterväggarna kvar. Det rörde sig om ett mekansiskt urverk härrörande från 1700-talets slut eller 1800-talets början. Kyrkan byggdes upp igen och det gjordes klart att inga moderna byggmaterial skulle användas.
Gällande kyrkans nya urverk beslöts dock att installera moderna verk, ett för varje urtavla, alltså fyra stycken. Verken är anslutna till atomuret i Frankfurt.
Kyrkans urverk ger även impulser till slagklockorna som slår varje kvart och heltimme. Tillverkning och installation utfördes av M & E Ohlssons klockgjuteri i Ystad, som även rekonstruerade de väldiga urtavlorna. Varje urtavla är tillverkad av svartmålad kopparplåt med förgyllda romerska siffror och har en diameter av cirka fyra meter. Visarna är pressade av kopparplåt och förgyllda. M & E Ohlsson göt dessutom kyrkans fyra klockor, som är alla rekonstruktioner av dem som förstördes vid branden.